# Перший уряд Левена
Уряд Левена (швед. Regeringen Löfven) -  кабінет міністрів Королівства Швеція 53 скликання. Це коаліційний уряд, що складається з двох партій: Соціал-демократичної і Зелених. За результатами парламентських виборів, уряд було затверджено королем Швеції Карлом XVI Густавом 3 жовтня 2014 року після першого засідання в Королівському палаці в Стокгольмі. 

## Посади
| Посада | Ім'я                  | Вступив(ла)           | Полишив(ла)           | Партія                | Прим.                 |                       |                       |                       |                       |
| Офіс прем'єр-міністра | Офіс прем'єр-міністра | Офіс прем'єр-міністра | Офіс прем'єр-міністра | Офіс прем'єр-міністра | Офіс прем'єр-міністра | Офіс прем'єр-міністра | Офіс прем'єр-міністра | Офіс прем'єр-міністра | Офіс прем'єр-міністра |
| --- | --------------------- | --------------------- | --------------------- | --------------------- | --------------------- | --------------------- | --------------------- | --------------------- | --------------------- |
| Прем'єр-міністр | Стефан Левен          | 3 жовтня 2014         | 21 січня 2019         | Соціал-демократи      | [ 5 ]                 |                       |                       |                       |                       |
| Заступник прем'єр-міністра | Оса Ромсон            | 3 жовтня 2014         | 25 травня 2016        | Зелені                | [ 5 ]                 |                       |                       |                       |                       |
| Міністерство закордонних справ |                       |                       |                       |                       |                       |                       |                       |                       |                       |
| Міністр закордонних справ | Маргот Валльстрьом    | 3 жовтня 2014         | 21 січня 2019         | Соціал-демократи      | [ 5 ]                 |                       |                       |                       |                       |
| Міністр із питань міжнародного співробітництва з метою розвитку                                                                              | Ізабелла Льовін       | 3 жовтня 2014         | (25 травня 2016)      | Зелені                | [ 5 ]                 |                       |                       |                       |                       |
| Міністр із питань міжнародного співробітництва з метою розвитку, Заступник міністра закордонних справ Швеції, в.о. міністра з питань клімату | Ізабелла Льовін       | (25 травня 2016)      | 21 січня 2019         | Зелені                | [ 6 ]                 |                       |                       |                       |                       |
| Міністр із питань стратегії, майбутнього і співпраці північних країн                                                                         | Крістіна Перссон      | 3 жовтня 2014         | 25 травня 2016        | Соціал-демократи      | [ 5 ]                 |                       |                       |                       |                       |
| Міністр у справах торгівлі і ЄС | Анн Лінде             | 25 травня 2016        | 21 січня 2019         | Соціал-демократи      |                       |                       |                       |                       |                       |
| Міністерство юстиції |                       |                       |                       |                       |                       |                       |                       |                       |                       |
| Міністр юстиції Швеції | Морган Йоганссон      | 3 жовтня 2014         | (27 червня 2017)      | Соціал-демократи      | [ 5 ]                 |                       |                       |                       |                       |
| Міністр юстиції і в. о. міністра внутрішніх справ                                                                                            | Морган Йоганссон      | (27 червня 2017)      | 21 січня 2019         | Соціал-демократи      | [ 5 ]                 |                       |                       |                       |                       |
| Міністр з питань міграції та політики притулку Швеції, заступник міністра юстиції.                                                           | Хелен Фрітцон         | 27 червня 2017        | 21 січня 2019         | Соціал-демократи      | [ 5 ]                 |                       |                       |                       |                       |
| Міністр внутрішніх справ Швеції | Андерс Ігман          | 3 жовтня 2014         | 27 червня 2017        | Соціал-демократи      | [ 5 ]                 |                       |                       |                       |                       |
| Міністерство оборони |                       |                       |                       |                       |                       |                       |                       |                       |                       |
| Міністр оборони Швеції | Петер Гульквіст       | 3 жовтня 2014         | 21 січня 2019         | Соціал-демократи      | [ 5 ]                 |                       |                       |                       |                       |
| Міністерство охорони здоров'я і соціальних справ                                                                                             |                       |                       |                       |                       |                       |                       |                       |                       |                       |
| Міністр соціального забезпечення | Анніка Страндгелл     | 3 жовтня 2014         | (27 червня 2017)      | Соціал-демократи      | [ 5 ]                 |                       |                       |                       |                       |
| Міністр соціального забезпечення і в. о. міністра охорони здоров'я та соціальних справ                                                       | Анніка Страндгелл     | (27 червня 2017)      | 21 січня 2019         | Соціал-демократи      | [ 5 ]                 |                       |                       |                       |                       |
| Міністр охорони здоров'я, здоров'я і спорту                                                                                                  | Габріель Вікстрем     | 3 жовтня 2014         | 27 червня 2017        | Соціал-демократи      | [ 5 ]                 |                       |                       |                       |                       |
| Міністр зі справ дітей, літніх людей і рівності (Швеція)                                                                                     | Оса Регнер            | 3 жовтня 2014         | 8 березня 2018        | Соціал-демократи      | [ 5 ]                 |                       |                       |                       |                       |
| Міністр зі справ дітей, літніх людей і рівності (Швеція)                                                                                     | Лена Галленгрен       | 8 березня 2018        | 21 січня 2019         | Соціал-демократи      | [ 5 ]                 |                       |                       |                       |                       |
| Міністерство фінансів |                       |                       |                       |                       |                       |                       |                       |                       |                       |
| Міністр фінансів | Магдалена Андерссон   | 3 жовтня 2014         | 21 січня 2019         | Соціал-демократи      | [ 5 ]                 |                       |                       |                       |                       |
| Міністр фінансових ринків | Пер Болунд            | 3 жовтня 2014         | 21 січня 2019         | Зелені                | [ 5 ]                 |                       |                       |                       |                       |
| Міністр державного управління | Ардалан Шекарабі      | 3 жовтня 2014         | 21 січня 2019         | Соціал-демократи      | [ 5 ]                 |                       |                       |                       |                       |
| Міністерство освіти і науки |                       |                       |                       |                       |                       |                       |                       |                       |                       |
| Міністр освіти | Густав Фрідолін       | 3 жовтня 2014         | 21 січня 2019         | Зелені                | [ 5 ]                 |                       |                       |                       |                       |
| Міністр вищої освіти і досліджень | Гелен Кнутссон        | 3 жовтня 2014         | 21 січня 2019         | Соціал-демократи      | [ 5 ]                 |                       |                       |                       |                       |
| Міністр вищої середньої школи і ініаціативи освіти для дорослих                                                                              | Аіда Хадзіаліч        | 3 жовтня 2014         | 15 серпня 2016        | Соціал-демократи      | [ 5 ]                 |                       |                       |                       |                       |
| Міністр вищої середньої школи і ініаціативи освіти для дорослих                                                                              | Гелен Кнутссон        | 15 серпня 2016        | 13 вересня 2016       | Соціал-демократи      | [ 7 ]                 |                       |                       |                       |                       |
| Міністр вищої середньої школи і ініаціативи освіти для дорослих                                                                              | Анна Екстрем          | 13 вересня 2016       | 21 січня 2019         | Соціал-демократи      | [ 8 ]                 |                       |                       |                       |                       |
| Міністерство довкілля та енергетики |                       |                       |                       |                       |                       |                       |                       |                       |                       |
| Міністр з питань клімату і навколишнього середовища                                                                                          | Оса Ромсон            | 3 жовтня 2014         | 25 травня 2016        | Зелені                | [ 5 ]                 |                       |                       |                       |                       |
| Міністр з питань навколишньо середовища | Кароліна Ског         | 25 травня 2016        | 21 січня 2019         | Зелені                | [ 6 ]                 |                       |                       |                       |                       |
| Міністр енергетики | Ібрагім Байлан        | 3 жовтня 2014         | 21 січня 2019         | Соціал-демократи      | [ 5 ] [ 6 ]           |                       |                       |                       |                       |
| Міністерство підприємництва, енергетики та зв'язку                                                                                           |                       |                       |                       |                       |                       |                       |                       |                       |                       |
| Міністр підприємництва | Мікаел Дамберг        | 3 жовтня 2014         | 21 січня 2019         | Соціал-демократи      | [ 5 ]                 |                       |                       |                       |                       |
| Міністр з питань житлово-комунального господарства, диджиталізації і міського розвитку                                                       | Мехмет Каплан         | 3 жовтня 2014         | 18 квітня 2016        | Зелені                | [ 5 ]                 |                       |                       |                       |                       |
| Міністр з питань житлово-комунального господарства, диджиталізації і міського розвитку                                                       | Пер Болунд (в. о)     | 18 квітня 2016        | 25 травня 2016        | Зелені                | [ 9 ]                 |                       |                       |                       |                       |
| Міністр з питань житлово-комунального господарства і міського розвитку                                                                       | Пітер Ерікссон        | 25 травня 2016        | 21 січня 2019         | Зелені                | [ 5 ]                 |                       |                       |                       |                       |
| Міністр інфраструктури | Анна Юганссон         | 3 жовтня 2014         | 27 червня 2017        | Соціал-демократи      | [ 5 ]                 |                       |                       |                       |                       |
| Міністр інфраструктури | Томас Енерот          | 27 червня 2017        | 21 січня 2019         | Соціал-демократи      | [ 5 ]                 |                       |                       |                       |                       |
| Міністр зі справ сільських районів | Свен-Ерік Бухт        | 3 жовтня 2014         | 21 січня 2019         | Соціал-демократи      | [ 5 ]                 |                       |                       |                       |                       |
| Міністерство культури |                       |                       |                       |                       |                       |                       |                       |                       |                       |
| Міністр культури и демократії | Аліс Кунке            | 3 жовтня 2014         | 21 січня 2019         | Зелені                | [ 5 ]                 |                       |                       |                       |                       |
| Міністерство зайнятості |                       |                       |                       |                       |                       |                       |                       |                       |                       |
| Міністр зайнятості | Йлва Йоханссон        | 3 жовтня 2014         | 25 травня 2016        | Соціал-демократи      | [ 5 ]                 |                       |                       |                       |                       |

## Співвідношення
Співвідношення членів партій в уряді: 
| - Соціал-демократична партія Швеції | 18 |
| - Партія зелених                    | 6  |